# Belone (zoologia)
Belone Cuvier, 1816 è un genere di pesci pelagici appartenente alla famiglia Belonidae.

## Distribuzione e habitat
La distribuzione di questi pesci è limitata all'Oceano Atlantico nordorientale, al mar Nero e al mar Mediterraneo.

## Descrizione

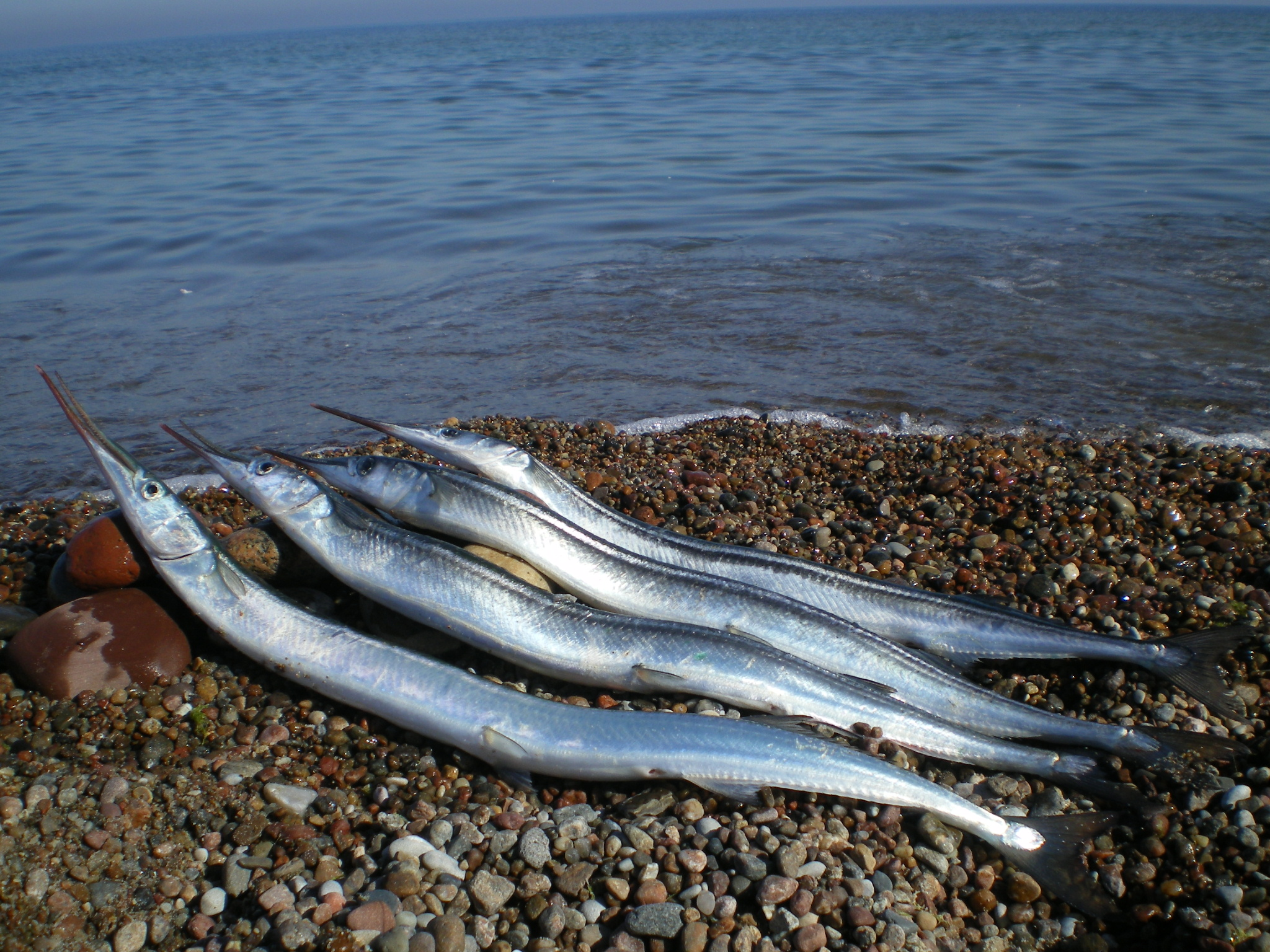
Aguglie pescate

Questi pesci presentano una forma affusolata, quasi anguilliforme, con pinne nella parte posteriore, l'aguglia presenta un becco corneo con mandibola più lunga della mascella, molto flessibile. Lo scheletro è di colore verde-azzurro. La livrea è di un semplice grigio argenteo, scuro sul dorso e quasi bianco sul ventre.

Raggiunge una lunghezza di 90 cm.

## Alimentazione
Predatori